# Arroyo de Caballero
Der Arroyo de Caballero ist ein Fluss in Uruguay.
Er entspringt im Westen des Departamento Durazno am Südhang der Cuchilla Grande del Durazno. Von dort verläuft er zunächst in westliche, dann in südwestliche Richtung. Er hat beidseits zahlreiche Nebenflüsse, wobei die wichtigsten Zuflüsse die linksseitigen sind. Dazu gehören der Arroyuelo del Sarandí und der Cañada del Abrojal. Der Arroyo de Caballero, dessen Umgebung um den Unterlauf Anfang des 20. Jahrhunderts einen dichten Bewuchs mit Laubbäumen aufwies, mündet schließlich als rechtsseitiger Nebenfluss in den Río Yí. Er ist von dessen Mündung in den Río Negro aus flussaufwärts gesehen der achte Zufluss des Río Yí.